# Den' vyborov
Den' vyborov (День выборов) è un film del 2007 diretto da Oleg Fomin.

## Trama
Il capo di una delle stazioni radio più famose del paese riceve un ordine da un cliente insolito. Deve influenzare l'elezione di un nuovo governatore.